# Cryptops debilis
Cryptops debilis är en mångfotingart som först beskrevs av Wolfgang Bücherl 1950.  Cryptops debilis ingår i släktet Cryptops och familjen Cryptopidae.
Artens utbredningsområde är Peru. Inga underarter finns listade i Catalogue of Life.